# انتخابات سراسری سنت کیتس و نویس (۲۰۲۰)

نقشه انتخابات سراسری سنت کیتس و نویس (۲۰۲۰)

انتخابات سراسری سنت کیتس و نویس (انگلیسی: 2020 Saint Kitts and Nevis general election)در جمعه ۵ ژوئن ۲۰۲۰ برگزار خواهد شد.

## نظام انتخاباتی
در این انتخابات یازده کرسی از پانزده کرسی مجلس ملی(سنت کیتس و نویس)، و چهار عضو باقیمانده از حوزه‌های انتخاباتی توسط فرماندار کل تعیین می‌شود. یازده کرسی منتخب نیز در حوزه‌های انتخاباتی تک‌عضوی با اکثریت آرا انتخاب می‌شود.

## نتایج
| حزب                       | حزب                            | آرا | %   | کرسی | +/– |
| ------------------------- | ------------------------------ | --- | --- | ---- | --- |
|                           | حزب کارگر سنت کیتس و نویس      |     |     |      |     |
|                           | جنبش حرکت مردم                 |     |     |      |     |
|                           | جنبش شهروندان نگران            |     |     |      |     |
|                           | حزب اصلاحات نویس               |     |     |      |     |
|                           | حزب کارگر مردم سنت کیتس و نویس |     |     |      |     |
|                           | اعضای منصوب شده                | –   | –   | ۴    | ۰   |
| غیر معتبر/آرای سفید       | غیر معتبر/آرای سفید            |     | –   | –    | –   |
| جمع‌کل                     | جمع‌کل                          |     | ۱۰۰ | ۱۵   | ۰   |
| رای‌دهندگان ثبت شده/مشارکت | رای‌دهندگان ثبت شده/مشارکت      |     |     | –    | –   |
| منبع:                     |                                |     |     |      |     |